# Relexifizierung
Relexifizierung ist ein Vorgang bei der Entstehung einer neuen Sprache, vor allem als Folge von Wanderungen, bei dem die grammatischen Strukturen der mitgebrachten Sprache weitgehend beibehalten werden, der Wortschatz unter dem Einfluss der neuen Umgebung jedoch ausgetauscht wird. Ein solcher Vorgang lässt sich gut bei der Entstehung von Kreolsprachen beobachten.
Das beste Beispiel dafür sind die drei Kreolsprachen Surinams. Bereits im Jahre 1761 entfloh eine erste Welle von Sklaven, die noch überwiegend in Westafrika geboren waren, in den unwegsamen und nur dünn besiedelten Dschungel im Hinterland. Der Einfluss europäischer Sprachen auf die Pidgin- bzw. Kreolsprache der geflohenen Sklaven brach damit weitestgehend ab. Zwar wurde bald ein Friedensvertrag zwischen diesen Maroons genannten geflohenen Sklaven und der niederländischen Kolonialmacht geschlossen, um auf der einen Seite Raubzüge der Maroons zu unterbinden und andererseits den Handel mit lebenswichtigen Gütern für die Maroons, wie beispielsweise Eisen, zu ermöglichen. Der Kontakt beider Gruppen blieb jedoch nur gering. 
Die Maroons mussten sich als Bedingung für den Friedensvertrag auch verpflichten keine weiteren geflohenen Sklaven in ihre Gemeinschaft aufzunehmen. Die Sprache dieser ersten Gruppe ist das heutige Saramaccaans, das noch einen vergleichsweise großen portugiesischen Wortschatz neben dem afrikanischen und englischen aufweist. Saramaccaans ist eine Tonsprache, so wie viele westafrikanische Sprachen. Dazu kommen noch typische westafrikanische Doppel-Laute wie gb und kp.
Da jedoch weiterhin Sklaven flohen, mussten diese eigene Gemeinschaften bilden, da sie nicht von der ersten Gruppe aufgenommen werden durften. Die Kreolsprache dieser zweiten Gruppe war wesentlich länger europäischen Einfluss ausgesetzt und hat deshalb einen Teil seine afrikanischen Merkmale verloren wie die Tonalität und die Laute  gb und kp. Auch ist die Anzahl portugiesischer Wörter im Saramaccaans weiter reduziert. Die Sklaven, die bis zu ihrer Befreiung auf den Plantagen arbeiteten, entwickelten ihre Kreolsprache unter starkem europäischen Einfluss weiter, was zur Entstehung der Kreolsprache Sranantongo führte, die nur noch über sehr wenige portugiesische Wörter verfugt.
Auch in der Geschichte des Englischen ist ein Prozess der Relexifizierung zu beobachten, bei dem germanische Wörter vor allem durch romanische ersetzt wurden.